# Бернадетт Лафон
Бернадет Лафон (фр. Bernadette Lafont; 25 жовтня 1938 Нім, Гар, Франція — 25 липня 2013)  — французька акторка.

## Життєпис
У дитинстві відвідувала дитячу школу балету, що при оперному театрі в Німі.
1957  — знімається у дебютній короткометражці Франсуа Трюффо «Шпанята»
1957–1960 — знялася у 5 стрічках режисера Клода Шаброля, серед них: «Милашки» (1959), та «Залицяльники» (1960).
1960–1970  — часто знімається у фільмах починаючих режисерів (Ласло Сабо, Надін Трентін'ян, Паскаль Об'є, Ніна Компанієць та ін.). Стрічки в основному були малобюджетні, таким чином Бернадет не була традиційною французькою акторкою, бо уникала зніматися у популярних комедіях, та поліційних фільмах. Вона займає особливе місце у французькому кіно, стає своєрідним символом «нової хвилі».
Бернадет — мати акторки Поліни Лафон (1963–1988), яка трагічно загинула в туристичній поїздці.

## Нагороди
1985  — «Сезар» в номінації: Найкраща жіноча роль другого плану у фільмі «Нахабка» L'Effrontée, режисера Клода Міллера.
2003  — почесний «Сезар» за тривалу службу у французькій кіноіндустрії.
2007  — очолює журі на Канському кінофестивалі.
2009  — 14 липня орден Почесного Легіону.

## Фільмографія
| Рік  | Назва українською                       | Оригінальна назва                         | країна                        | роль                                |
| ---- | --------------------------------------- | ----------------------------------------- | ----------------------------- | ----------------------------------- |
| 2011 | Канікули на морі                        | Le Skylab                                 | Франція                       |                                     |
| 2008 | Нам 18                                  | Nos 18 ans                                | Франція                       | Адель                               |
| 2008 | Друзі і коханці                         | Mes amis, mes amours                      | Франція                       | Івон                                |
| 2007 | Кохання зі словником                    | Broken English                            | США, Франція, Японія          |                                     |
| 2006 | Як одружитися і залишитися неодруженим  | Prête-moi ta main                         | Франція                       | Женев'єва                           |
| 2003 | Відчиніть, поліція 3                    | Ripoux 3                                  | Франція                       |                                     |
| 1999 | Нічого для Робера                       | Rien sur Robert                           | Франція                       |                                     |
| 1998 | Бейбі бум                               | Bébés boum                                | Франція                       |                                     |
| 1997 | Історія злочину                         | Généalogies d'un crime                    | Франція, Португалія           |                                     |
| 1994 | Син Гаскони                             | Le Fils de Gascogne                       | Франція                       |                                     |
| 1993 | Аліса Невер                             | Juge est une femme, Le                    | Франція                       |                                     |
| 1991 | Дінго                                   | Dingo                                     | Австралія, Франція            | Енджі Крос                          |
| 1987 | Маски                                   | Masques                                   | Франця                        |                                     |
| 1986 | Інспектор Лаварден                      | Inspecteur Lavardin                       | Франція                       |                                     |
| 1985 | Золоте дно                              | Pactole, Le                               | Франція                       |                                     |
| 1985 | Зухвале дівчисько                       | Effrontée, L'                             | Франція                       |                                     |
| 1984 | Облава                                  | Canicule                                  | Франція                       |                                     |
| 1984 | Гвендолін                               | Gwendoline                                | Франция                       |                                     |
| 1983 | Мис Каналья                             | Cap Canaille                              | Франція                       |                                     |
| 1981 | Злодій                                  | Ladrone, Il                               | Італія, Франція               |                                     |
| 1978 | Віолета Ноз'єр                          | Violette Nozière                          | Канада, Франція               |                                     |
| 1976 | Комп'ютер для поховання                 | Ordinateur des pompes funèbres, L'        | Італія, Франція               |                                     |
| 1975 | Зіґ-зіґ                                 | Zig zig                                   | Франція, Італія               | головна роль                        |
| 1973 | Мамця і хвойда                          | Maman et la putain, La                    | Франція                       | Марія, (головна роль)               |
| 1973 | Коліно                                  | Colinot                                   | Франція                       |                                     |
| 1972 | Надто красиві, щоб бути чесними         | Trop jolies pour être honnêtes            | Франція                       |                                     |
| 1972 | Така красунечка, як я                   | Une belle fille comme moi                 | Франція                       | головна роль                        |
| 1971 | Спіймати шпигуна                        | To Catch a Spy                            | Велика Британія, США, Франція | Симона                              |
| 1971 | Кохання — це весело, кохання — це сумно | Amour c'est gai, l'amour c'est triste, L' | Франція                       | Марі, (головна роль)                |
| 1969 | Наречена пірата                         | La Fiancée du pirate                      | Франція                       | Марі, (головна роль)                |
| 1967 | Стіни                                   | Falak                                     | Угорщина                      | Марі                                |
| 1967 | Ідіоти в Парижі                         | Un idiot à Paris                          | Франція                       |                                     |
| 1967 | Злодій                                  | Voleur, Le                                | Франція, Італія               |                                     |
| 1965 | Вбивця у спальному вагоні               | Compartiment tueurs                       | Франція                       | сестра Жоржета                      |
| 1965 | Повне світло на Станісласа              | Pleins feux sur Stanislas                 | Франція, ФРН                  | Розіна Ленболь, наречена Володимира |
| 1965 | Гультяї                                 | Bons vivants, Les                         | Франція, Італія               |                                     |
| 1964 | Полювання на чоловіка                   | La Chasse à l'homme                       | Франція, Італія               |                                     |
| 1962 | Сатана там керує балом                  | Et satan conduit le bal                   | Франція                       |                                     |
| 1962 | Під світлом місяця в Мобеже             | Clair de lune à Maubeuge, Un              | Франція                       |                                     |
| 1961 | Залицяльники                            | Les Godelureaux                           | Італія, Франція               |                                     |
| 1960 | Набравши у рота води                    | Eau à la bouche, L'                       | Франція                       | головна роль                        |
| 1960 | Милашки                                 | Bonnes femmes, Les                        | Італія, Франція               | Джейн, (головна роль)               |
| 1960 | Ледар                                   | Tire-au-flanc 62                          | Франція                       |                                     |
| 1959 | На подвійний поворот                    | À double tour                             | Франція, Італія               | Жюлі                                |
| 1958 | Ля Тур, остерігайся!                    | La Tour, prends garde!                    | Франція, Югославія, Італія    | у титрах немає                      |
| 1958 | Красунчик Серж                          | Beau Serge, Le                            | Франція                       | головна роль                        |
| 1957 | Шибеники                                | Les Mistons                               | Франція                       |                                     |

### Озвучення
| Рік  | Назва українською | Оригінальна назва | країна           | роль                                       |
| ---- | ----------------- | ----------------- | ---------------- | ------------------------------------------ |
| 2007 | Нелюбі            | Diablesses, Les   | Бельгія, Франція | Текст за кадром — оповідь дорослої Сільвії |
| 2006 | U                 | U                 | Франція          | анімаційний                                |